# Leptospermum coriaceum
Leptospermum coriaceum là một loài thực vật có hoa trong Họ Đào kim nương. Loài này được (F.Muell. ex Miq.) Cheel mô tả khoa học đầu tiên năm 1923.